# Bronivka, Volociîsk
Bronivka (în ucraineană Бронівка) este localitatea de reședință a comunei Bronivka din raionul Volociîsk, regiunea Hmelnîțkîi, Ucraina.

## Demografie
Componența lingvistică a localității Bronivka
     Ucraineană (98,61%)
     Alte limbi (1,16%)
Conform recensământului din 2001, majoritatea populației localității Bronivka era vorbitoare de ucraineană (98,61%), existând în minoritate și vorbitori de alte limbi.